# Oxytropis uschakovii
Oxytropis uschakovii är en ärtväxtart som beskrevs av Boris Alexandrovich Jurtzev. Oxytropis uschakovii ingår i släktet klovedlar, och familjen ärtväxter. Inga underarter finns listade i Catalogue of Life.